# Institut de Recerca en Energia de Catalunya
L'Institut de Recerca en Energia de Catalunya (IREC) és un centre de recerca avançada especialitzat en temes d'energia que té com a missió investigar, desenvolupar i promoure tecnologies eficients i sostenibles per a la transició energètica cap a un futur més net i segur. L'IREC va ser fundat l'any 2008 i des de llavors ha estat compromès en la recerca i el desenvolupament de tecnologies energètiques per a un futur sostenible.
Amb més de deu anys d'experiència en la recerca en energia, l'IREC s'ha convertit en un referent en el sector energètic català, nacional i europeu. Els seus esforços estan centrats en la investigació en les tecnologies renovables, la gestió intel·ligent de l'energia i l'eficiència energètica, contribuint a la lluita contra el canvi climàtic.
L'IREC ha desenvolupat diverses tecnologies innovadores en el camp de l'energia, com ara l'ús de l'hidrogen com a vector energètic, la integració de les energies renovables en la xarxa elèctrica i la millora de l'eficiència energètica dels edificis i del transport. Això ha permès que l'IREC sigui reconegut com a un dels principals centres de recerca en energia d'Europa.

## Organització
L'IREC està dirigit per un director i un gerent, que són responsables de la gestió de les activitats diàries. El Patronat és l'òrgan de govern de l'IREC i està format per representants de la Generalitat de Catalunya, a través del Departament d'Acció Climàtica, Alimentació i Agenda Rural i Departament d'Universitats i Recerca i l'Institut Català d'Energia, que garanteixen l'alineació dels objectius de recerca amb les necessitats i prioritats del país; amb universitats (UB, UPC i URV) que afavoreixen la col·laboració en recerca, formació acadèmica, transferència de coneixement; i empreses privades (ENAGAS, ENDESA, NATURGY), que impulsen la transferència tecnològica, la innovació aplicada i l'accés a recursos i oportunitats de col·laboració industrial. El Comitè Científic assessora el Patronat sobre la planificació estratègica i l'avaluació de la recerca de l'IREC.
L'IREC és membre de CERCA, el qual agrupa 43 centres de recerca i més de 3.000 investigadors.

## Història
L'IREC va ser fundat el 2008 amb la finalitat de promoure la recerca en energia i de contribuir a la transició cap a un model energètic sostenible mitjançant la investigació, el desenvolupament tecnològic i la transferència de coneixement. Des de llavors, l'IREC ha crescut i s'ha consolidat com un centre d'excel·lència en recerca bàsica i aplicada en el camp de l'energia, i col·labora en nombrosos projectes nacionals i internacionals per promoure un model energètic més sostenible.

## Finançament
La major part dels fons basals de l'Institut de Recerca en Energia de Catalunya (IREC) provenen de la Generalitat de Catalunya a través d’un pressupost anual que finança les seves activitats de recerca, desenvolupament i innovació, així com també a través de projectes finançats per la Unió Europea, el govern espanyol i altres entitats públiques i privades. L'IREC ha participat en nombrosos projectes d'investigació col·laborativa, destacant-se per la seva capacitat per atraure finançament competitiu.
En el seu compromís amb la transparència, l'IREC publica anualment la informació financera relativa als seus comptes, incloent-hi el pressupost, les despeses i els ingressos, així com la relació de projectes que duu a terme.

## Projectes de recerca
l'IREC col·labora amb altres institucions en projectes de recerca que tenen com a objectiu promoure un model energètic sostenible. Entre els seus projectes més destacats es troben la promoció de l'eficiència energètica en edificis, el desenvolupament de sistemes de gestió de la demanda energètica, i la investigació de tecnologies renovables com la fotovoltaica i la solar tèrmica.

### Grups de recerca
L'IREC està format per set grups de recerca que treballen en diversos àmbits de l'energia. A continuació es detallen i descriuen els grups de recerca i les seves línies de recerca corresponents:
| Nom del grup                                           | Descripció | Línies de recerca |
| ------------------------------------------------------ | --- | --- |
| Emmagatzematge, Harvesting i Catalització d'Energia    | Dedicat a l'estudi i la recerca de tecnologies d'emmagatzematge d'energia, la recuperació d'energia i la catàlisi.                          | Estudi de bateries de flux, tecnologies d'emmagatzematge de calor, recuperació d'energia, síntesi, l’hidrogen i caracterització de catalitzadors. |
| Nanomaterials Funcionals                               | Dedicat a l'estudi i la recerca de materials nanoestructurats i les seves aplicacions en l'energia.                                         | Síntesi i caracterització de materials nanoestructurats, estudi de les seves propietats òptiques i electròniques, i la seva aplicació en dispositius fotovoltaics, cèl·lules de combustible, i la catàlisi.                                                                                      |
| Nanoiònica i Cel·les de Combustible                    | Dedicat a l'estudi i la recerca de cèl·lules de combustible i l'electroquímica dels materials nanoestructurats I l’hidrogen.                | Desenvolupament de cèl·lules de combustible, estudi de l'electroquímica dels materials nanoestructurats, l’hidrogen i el disseny de materials i dispositius per a l'electrocatàlisi. |
| Materials i Sistemes d'Energia Solar                   | Dedicat a l'estudi i la recerca de materials i sistemes per a l'energia solar fotovoltaica i tèrmica.                                       | Síntesi i caracterització de materials per a la conversió d'energia solar, optimització de sistemes de generació d'energia solar de capa prima, i l'estudi de materials per a la captació i emmagatzematge d'energia solar.                                                                      |
| Anàlisi de Sistemes Energètics                         | Dedicat a l'estudi i la recerca de sistemes energètics i l'anàlisi de dades en l'energia.                                                   | Optimització de sistemes energètics, anàlisi de dades en temps real, estudi de les xarxes elèctriques intel·ligents, i l'estudi de les estratègies de gestió de la demanda d'energia. |
| Sistemes de Potència                                   | Dedicat a l'estudi i la recerca de sistemes elèctrics i l'optimització de la seva gestió i l’energia flotant eòlica marina.                 | Estudi de les xarxes elèctriques intel·ligents, l'optimització de la gestió de l'energia en xarxes elèctriques, l'estudi dels sistemes de control de les xarxes elèctriques, l'aplicació de les tecnologies de la informació i les comunicacions en l'energia i l’energia flotant eòlica marina. |
| Energia Tèrmica i Rendiment dels Edificis i Comunitats | Dedicat a l'estudi i la recerca de l'eficiència energètica en edificis i comunitats, i el disseny de sistemes de calefacció i refrigeració. | Desenvolupament de sistemes de calefacció i refrigeració eficients, estudi de l'optimització i la gestió de l'energia en edificis i comunitats. |

## Eixos de recerca i línies de recerca de l'IREC
Cada eix de recerca es dedica a una àrea específica de l'energia i té com a objectiu desenvolupar tecnologies, estratègies i solucions per a les necessitats energètiques del futur.
Els eixos Energia i Mediambient i Emmagatzematge de l'Energia estan més centrats en la tecnologia i la innovació, mentre que l'eix Gestió Intel·ligent de l'Energia està més enfocat en la gestió i l'optimització de l'energia per a una millor eficiència i sostenibilitat energètica.
1. Energia i medi ambient
  - Estudi de les fonts d'energia renovable.
  - Integració de les fonts renovables a la xarxa elèctrica.
  - Estudi de materials per a la conversió d'energia.
  - Síntesi i caracterització de materials avançats per a la conversió d'energia.
  - Estudi de la transferència de calor en processos industrials.
2. Emmagatzematge de l’Energia
  - Estudi de les xarxes elèctriques intel·ligents.
  - Desenvolupament de tecnologies d'emmagatzematge d'energia.
  - Desenvolupament de cèl·lules de combustible.
  - Disseny de materials i dispositius per a l’electroanàlisi.
3. Gestió Intel·ligent de l'Energia:
  - Estudi de la gestió de la demanda d'energia.
  - Optimització de la gestió de l'energia en xarxes elèctriques.
  - Estudi de la gestió de l'energia en edificis.
  - Estudi de l'eficiència energètica en edificis.
  - Optimització de sistemes de generació d'energia solar.
  - Desenvolupament de sistemes de calefacció i refrigeració eficients.

Les línies de recerca dels grups de l’IREC estan alineades amb diversos Objectius de Desenvolupament Sostenible (ODS) de les Nacions Unides, incloent l'energia neta i renovable, la indústria, innovació i infraestructures, i ciutats i comunitats sostenibles. L'IREC està investigant l'estudi de les fonts renovables d'energia, la gestió de l'energia en edificis, l'eficiència energètica, les xarxes elèctriques intel·ligents, l'emmagatzematge d'energia i altres àrees, i està contribuint a avançar cap a un futur energètic més sostenible i net a través del seu treball en tecnologies avançades en l'àmbit energètic.
Els ODS 7, que tracta sobre l’energia neta i renovable; el 9 centrat en la industria, innovació i infraestructures i l’11, focalitzat en les ciutats i comunitats sostenibles, són els més rellevants en termes de les temàtiques de recerca de l'IREC.

## Projectes estratègics
En els darrers anys, l'IREC ha desenvolupat projectes estratègics com ara:

### Plataforma PRIMA
Es tractarà d'una infraestructura de prova i demostració en entorns reals, dedicada a l'estudi de tecnologies energètiques i al desenvolupament de noves solucions i productes per a la seva introducció al mercat. Centrada en els sistemes energètics, aquesta plataforma es basa en una configuració de plantes pilot interconnectades a escala industrial, amb l'objectiu de facilitar la transició energètica a Europa i impulsar la recuperació econòmica. La Plataforma PRIMA promou oportunitats per a pimes i empreses, la creació d'empreses, la formació i el desenvolupament de noves habilitats per als treballadors, tot contribuint a un futur energètic més sostenible i eficient.

### BATTECH
Iniciativa estratègica de la Unió Europea que té com a objectiu principal establir un centre de referència per a la recerca, desenvolupament i innovació en el camp de les bateries elèctriques al sud d'Europa. Dirigit per l'Institut de Recerca en Energia de Catalunya (IREC), aquest projecte cobreix tota la cadena de valor de la propera generació de piles i bateries elèctriques per als mercats de mobilitat elèctrica, energies renovables i béns d'equip. Així, BATTECH es posiciona com un centre de coneixement i tecnologia de referència per a l'ecosistema de bateries al sud d'Europa.

### Powered Systems IREC-UPC JRU
Aliança estratègica de recerca entre l'IREC i la Universitat Politècnica de Catalunya (UPC) per aprofundir la recerca en noves tecnologies solars sostenibles i rendibles. El Grup de Materials i Sistemes d'Energia Solar de l'IREC i el Grup de Micro i Nanotecnologia de la UPC han combinat les seves competències i coneixements per desenvolupar noves tecnologies fotovoltaiques emergents de pel·lícula fina, noves arquitectures de dispositius per a la integració fotovoltaica avançada i noves metodologies per a la caracterització avançada de dispositius i processos mitjançant estratègies d'aprenentatge automàtic i intel·ligència artificial. Això reforça la recerca i el desenvolupament en sistemes d'energia solar, un àmbit en constant evolució.

### Programa bFUS
niciativa estratègica liderada per l'IREC, amb l'objectiu de fomentar i desenvolupar les tecnologies de fusió nuclear a Catalunya. Aquest programa ha estat estretament vinculat amb el projecte internacional ITER i el Programa Europeu de Fusió d'EUROfusion. L'IREC ha contribuït a aquesta iniciativa amb el disseny mecànic de components de fusió, sistemes d'emmagatzematge d'energia, estudis d'integració de xarxa, criogènia i criodistribució, cicle del combustible i superconductivitat. A través del Programa bFUS, l'IREC ha aconseguit consolidar la seva posició com a referent en recerca en el camp de la fusió nuclear a nivell internacional.

### Plataforma d’R+D+i en Energies Marines de Catalunya (PLEMCAT)
Iniciativa estratègica que busca posicionar el sector R+D+I de Catalunya com a líder en eòlica flotant i ciències i tecnologies marines a la regió mediterrània. PLEMCAT ofereix una plataforma flotant a la mar Mediterrània que serveix com a laboratori d'assajos per validar i fer avançar tecnologies relacionades amb energies marines i l'eòlica flotant. Aquesta iniciativa facilita la investigació en totes les fases del desenvolupament de sistemes d'eòlica marina flotant i altres tecnologies energètiques en medi marí, incloent-hi models de simulació avançats, monitoratge, bessons digitals i control, operació i manteniment a través de ROV, dades climàtiques i disseny de nous sistemes de fixació i flotadors.